# Balkusan, Ermenek
Balkusan là một xã thuộc huyện Ermenek, tỉnh Karaman, Thổ Nhĩ Kỳ. Dân số thời điểm năm 2011 là 218 người.